# Simone Padoin
Simone Padoin (* 18. März 1984 in Gemona del Friuli) ist ein ehemaliger italienischer Fußballspieler. Der Mittelfeldspieler, der auch auf der Außenverteidigerposition eingesetzt werden konnte, stand zuletzt beim Zweitligisten Ascoli Calcio unter Vertrag.

## Karriere
Padoin entstammt der Jugendakademie des italienischen Erstligisten Atalanta Bergamo. Im Jahr 2003 wechselte er zu Vicenza Calcio, wobei Davide Brivio in die entgegengesetzte Richtung transferiert wurde und Bergamo, wie in Italien üblich, die Hälfte der Transferrechte Padoins behielt. Beim Zweitligisten Vicenza gab er sein Profidebüt. Der Mittelfeldspieler wurde hier des Öfteren als Linksverteidiger eingesetzt, sodass er auch in der Lage ist, diese Position zu bespielen. Während seiner Zeit in Vicenza kam er außerdem zu diversen Einsätzen in Jugendnationalmannschaften Italiens, unter anderem in der U-21. Eine Nominierung für die A-Nationalmannschaft blieb ihm bisher verwehrt.
Nach vier Jahren und 122 Ligaspielen in Vicenza kaufte Bergamo 2007 die Transferrechte wieder und Padoin kehrte zu seinem Jugendverein zurück, wo er wieder vermehrt im Mittelfeld eingesetzt wurde. Mit Bergamo spielte Padoin nun erstmals erstklassig und konnte sich im Verein in die Stammformation spielen. Seinen Vertrag verlängerte er darüber hinaus im Mai 2009 bis zum Ende der Saison 2012/13. In der Saison 2009/10 stieg er mit Bergamo in die Serie B ab, schaffte jedoch den direkten Wiederaufstieg.
Nachdem es, aufgrund des Abstiegs Bergamos, in der Vorbereitung auf die Saison 2010/11 bereits zu ersten Kontakten zwischen Padoin und Vertretern des Traditionsklubs Juventus Turin gekommen war, wechselte er schließlich im Januar 2012 zu den Bianconeri und unterschrieb einen Fünfjahresvertrag.
Im Sommer 2016 wechselte Padoin nach fünf italienischen Meisterschaften in Folge für eine Ablösesumme von 600.000 Euro zum Serie-A-Aufsteiger Cagliari Calcio nach Sardinien.
Nach drei Saisons auf Sardinien wurde sein auslaufender Vertrag im Sommer 2019 trotz seiner konstant starken Leistungen nicht verlängert und er wechselte dann ablösefrei zu Ascoli Calcio in die Serie B, wo er nach einer Saison seine Karriere beendete.

## Erfolge
- Italienischer Serie-B-Meister: 2010/11
- Italienischer Meister: 2011/12, 2012/13, 2013/14, 2014/15, 2015/16
- Italienischer Supercupsieger: 2012, 2013, 2015
- Italienischer Pokalsieger: 2014/15, 2015/16